# Peter Antonie
Peter Thomas Antonie OAM (* 11. Mai 1958 in Melbourne, Australien) ist ein ehemaliger australischer Ruderer und Olympiasieger.

## Karriere
Der nur 1,83 Meter große Peter Antonie begann als Leichtgewichtsruderer und war ab 1977 Mitglied der australischen Nationalmannschaft. Bei der Weltmeisterschaft 1977 gewann er Silber im Vierer ohne Steuermann der Leichtgewichte, im Jahr darauf erhielt er Bronze. Seine nächste Weltmeisterschaftsmedaille erhielt Antonie erst 1983, als er mit dem Leichtgewichts-Achter den zweiten Platz belegte. 1986 gewann er den Wettbewerb im Leichtgewichts-Einer sowohl bei der Weltmeisterschaft als auch bei den Commonwealth Games. 
Da das Leichtgewichtsrudern bis 1996 nicht olympisch war, wechselte Antonie nach 1986 in die offene Klasse, um an Olympischen Spielen teilnehmen zu können. Bereits 1988 erreichte er mit dem australischen Doppelvierer das olympische Finale und belegte den fünften Platz. Ebenfalls in diesem Doppelvierer saß Paul Reedy, mit dem zusammen Antonie bei der Weltmeisterschaft 1990 Bronze im Doppelzweier erkämpfte.
Bei den Olympischen Ruderwettbewerben 1992 trat Antonie zusammen mit Stephen Hawkins im Doppelzweier an, die beiden siegten mit einer Sekunde Vorsprung vor den Österreichern Arnold Jonke und Christoph Zerbst. Im Alter von 38 Jahren startete Antonie 1996 zusammen mit Jason Day erneut im Doppelzweier, verpasste aber das Finale, mit dem zweiten Platz im B-Finale erreichte er den insgesamt achten Platz.
Peter Antonie wurde viermal australischer Meister im Einer: 1991, 1992, 1993 und 1995.
Für seine Verdienste um das Rudern wurde er 1987 mit der Medaille des Order of Australia ausgezeichnet. 1998 wurde er in die Sport Australia Hall of Fame aufgenommen. 2003 erhielt er als erster Australier die Thomas-Keller-Medaille vom Weltruderverband FISA.  